# Бачкеєво
Бачке́єво (рос. Бачкеево) — присілок в Ігринському районі Удмуртії, Росія.

## Населення
Населення — 207 осіб (2010; 225 в 2002).
Національний склад станом на 2002 рік:
- удмурти — 77 %

## Урбаноніми[3]
- вулиці — Сибірська, Шкільна